# Кубок Іспанії з футболу 1930
Кубок Іспанії з футболу 1930 — 30-й розіграш кубкового футбольного турніру в Іспанії. Титул вдесяте здобув Атлетік (Більбао). 

## Календар
| Раунд        | Дата                                        | Матчі | Клуби   |
| ------------ | ------------------------------------------- | ----- | ------- |
| Перший раунд | 6/13 квітня/ 15 квітня 1930 (перегравання)  | 30+3  | 30 → 16 |
| 1/8 фіналу   | 20/27 травня 1930                           | 16    | 16 → 8  |
| 1/4 фіналу   | 4/11 травня 1930                            | 8     | 8 → 4   |
| 1/2 фіналу   | 18/25 травня/ 27 травня 1930 (перегравання) | 4+1   | 4 → 2   |
| Фінал        | 1 червня 1930                               | 1     | 2 → 1   |

## Перший раунд
| Команда 1            | Заг. | Команда 2                | 1-й матч | 2-й матч |
| -------------------- | ---- | ------------------------ | -------- | -------- |
| 6/13 квітня 1930     |      |                          |          |          |
| Расінг (Сантандер)   | 4:5  | Атлетік (Більбао)        | 3:0      | 1:5      |
| Реал Сосьєдад        | 4:0  | Хімнастіка (Торрелавега) | 2:0      | 2:0      |
| Расінг Мадрид        | 1:7  | Уніон Клуб               | 0:3      | 1:4      |
| Кастельйон           | 2:2  | Атлетіко (Мадрид)        | 1:0      | 1:2      |
| Барселона            | 11:1 | Депортіво (Ла-Корунья)   | 8:0      | 3:1      |
| Депортіво Алавес     | 5:4  | Спортінг (Хіхон)         | 5:1      | 0:3      |
| Осасуна              | 6:1  | Іберія                   | 3:0      | 3:1      |
| Альфонсо XIII        | 2:13 | Еспаньйол                | 1:7      | 1:6      |
| Вальядолід Депортіво | 2:6  | Вікторія                 | 1:1      | 1:5      |
| Реал Ов'єдо          | 4:2  | Європа                   | 4:0      | 0:2      |
| Реал Мурсія          | 15:0 | Дон Беніто               | 10:0     | 5:0      |
| Патрія Арагон        | 2:2  | Реал Мадрид              | 1:1      | 1:1      |
| Аренас Клуб Гечо     | 8:1  | Картахена                | 6:1      | 2:0      |
| Севілья              | 2:2  | Культураль Леонеса       | 1:0      | 1:2      |
| Сельта               | 2:5  | Валенсія                 | 2:0      | 0:5      |

Перегравання
| Команда 1      | Рахунок | Команда 2          |
| -------------- | ------- | ------------------ |
| 15 квітня 1930 |         |                    |
| Кастельйон     | 7:1     | Атлетіко (Мадрид)  |
| Патрія Арагон  | 1:6     | Реал Мадрид        |
| Севілья        | 2:1     | Культураль Леонеса |

## 1/8 фіналу
| Команда 1         | Заг. | Команда 2        | 1-й матч | 2-й матч |
| ----------------- | ---- | ---------------- | -------- | -------- |
| 20/27 квітня 1930 |      |                  |          |          |
| Атлетік (Більбао) | 5:2  | Реал Сосьєдад    | 4:1      | 1:1      |
| Уніон Клуб        | 2:1  | Кастельйон       | 0:1      | 2:0      |
| Реал Бетіс        | 1:3  | Барселона        | 1:1      | 0:2      |
| Депортіво Алавес  | 4:1  | Осасуна          | 3:1      | 1:0      |
| Еспаньйол         | 8:2  | Вікторія         | 5:1      | 3:1      |
| Реал Мурсія       | 4:6  | Реал Ов'єдо      | 2:1      | 2:5      |
| Реал Мадрид       | 4:0  | Аренас Клуб Гечо | 2:0      | 2:0      |
| Валенсія          | 7:4  | Севілья          | 5:1      | 2:3      |

## 1/4 фіналу
| Команда 1        | Заг. | Команда 2         | 1-й матч | 2-й матч |
| ---------------- | ---- | ----------------- | -------- | -------- |
| 4/11 травня 1930 |      |                   |          |          |
| Уніон Клуб       | 3:7  | Атлетік (Більбао) | 3:3      | 0:4      |
| Депортіво Алавес | 3:5  | Барселона         | 2:1      | 1:4      |
| Еспаньйол        | 3:0  | Реал Ов'єдо       | 2:0      | 1:0      |
| Валенсія         | 4:5  | Реал Мадрид       | 2:5      | 2:0      |

## 1/2 фіналу
| Команда 1         | Заг. | Команда 2   | 1-й матч | 2-й матч |
| ----------------- | ---- | ----------- | -------- | -------- |
| 18/25 травня 1930 |      |             |          |          |
| Атлетік (Більбао) | 5:5  | Барселона   | 2:1      | 3:4      |
| Еспаньйол         | 1:2  | Реал Мадрид | 1:0      | 0:2      |

Перегравання
| Команда 1         | Рахунок | Команда 2 |
| ----------------- | ------- | --------- |
| 27 травня 1930    |         |           |
| Атлетік (Більбао) | 4:0     | Барселона |

## Фінал
| 1 червня 1930 |

| Атлетік (Більбао)                        | 3:2 дч   | Реал Мадрид            |
| ---------------------------------------- | -------- | ---------------------- |
| Унамуно 1' Ірарагоррі 45' ла Фуенте 115' | Протокол | Ласкано 15' Тріана 65' |

| Монжуїк, Барселона Глядачів: 63 000 Арбітр: Гільєрмо Коморера |